# Henry F. Ashurst
Henry Fountain Ashurst (n. 13 septembrie 1874 – 31 mai 1962) a fost un politician democrat american și unul (alături de Marcus A. Smith) din primii doi senatori ai statului Arizona după intrarea acestuia în Uniune la 14 februarie 1912.  În mare parte auto-educat, a servit ca procuror districtual și ca membru al Ansamblului Legislativ Teritorial al teritoriului Arizona, îndeplinându-și visul din copilărie de a deveni senator al Senatului Statelor Unite.  În timpul serviciului său din Senat, Ashurst a fost președintele en  Comitetului afacerilor indienilor și al en  Comitetului Judiciar. 
Numit "cel mai lung contract teatral existent din Statele Unite" (conform originalului, "the longest U. S. theatrical engagement on record") de către revista Time, cariera politică a lui Ashurst conține notabile votări contradictorii, un vocabular adesea bombastic, căutat, folosind cuvinte foarte rare și o dragoste nedisimulată de a ține discursuri publice, fapte care i-au atras reputația de a fi unul dintre cei mai mari oratori ai Senatului Uniunii.  Printre poreclele care i s-au dat de-a lungul timpului, se numără și "Decanul inconsistenței" (conform, "Dean of Inconsistency"), "Henry celor cinci silabe" (conform, "Five-Syllable Henry"), respectiv "Raza soarelui cu limbă de argint a deșertului pictat" (conform, "[the] Silver-Tongued Sunbeam of the Painted Desert".